# Listă de aeroporturi după codul IATA: L
Mai jos este lista de aeroporturi al căror cod IATA începe cu litera L.
Această listă este generată cu date din Wikidata și este actualizată periodic de un robot.
 Editările făcute în listă vor fi șterse la următoarea actualizare!
| Imagine | Cod IATA | Articol                                           |
| ------- | -------- | ------------------------------------------------- |
|         | LIL      | Aeroportul Lille                                  |
|         | LHU      | Aeroportul Lianshulu                              |
|         | LOR      | Aeroportul Lowe AHP                               |
|         | LLA      | Aeroportul Luleå-Kallax                           |
|         | LAD      | Aeroportul Quatro de Fevereiro                    |
|         | LEC      | Aeroportul Lençóis                                |
|         | LPG      | Aeroportul La Plata                               |
|         | LMB      | Aeroportul Salima                                 |
|         | LXV      | Aeroportul Lake County                            |
|         | LVI      | Aeroportul Internațional Harry Mwanga Nkumbula    |
|         | LAS      | Aeroportul Internațional Harry Reid               |
|         | LRS      | Aeroportul Național Leros                         |
|         | LTC      | Aeroportul Laï                                    |
|         | LZC      | Aeroportul Lázaro Cárdenas                        |
|         | LRE      | Aeroportul Longreach                              |
|         | LAE      | Aeroportul Lae Nadzab                             |
|         | LBO      | Aeroportul Lusambo                                |
|         | LPA      | Aeroportul Gran Canaria                           |
|         | LED      | aeroportul internațional Pulkovo                  |
|         | LLG      | Aeroportul Chillagoe                              |
|         | LCH      | Aeroportul Regional Lake Charles                  |
|         | LEJ      | Aeroportul Leipzig/Halle                          |
|         | LGR      | Aeroportul Cochrane, Chile                        |
|         | LPI      | Aeroportul Linköping/Saab                         |
|         | LDG      | Aeroportul Leshukonskoye                          |
|         | LBL      | Aeroportul Regional Liberal Mid-America           |
|         | LDB      | Aeroportul Londrina                               |
|         | LIF      | Aeroportul Lifou                                  |
|         | LAU      | Aeroportul Manda                                  |
|         | LET      | Aeroportul Internațional Alfredo Vásquez Cobo     |
|         | LMY      | Aeroportul Lake Murray                            |
|         | LBD      | Aeroportul Khujand                                |
|         | LNJ      | Aeroportul Lincang                                |
|         | LMC      | Aeroportul La Macarena                            |
|         | LLM      | Aeroportul Lomlom                                 |
|         | LUD      | Aeroportul Lüderitz                               |
|         | LPQ      | Aeroportul Internațional Luang Prabang            |
|         | LYC      | Aeroportul Lycksele                               |
|         | LEN      | Aeroportul León                                   |
|         | LKP      | Aeroportul Lake Placid                            |
|         | LMS      | Aeroportul Louisville Winston County              |
|         | LHS      | Aeroportul Colonia Las Heras                      |
|         | LNR      | Aeroportul Regional Tri-County                    |
|         | LAP      | Aeroportul Internațional Manuel Márquez de León   |
|         | LMP      | Aeroportul Lampedusa                              |
|         | LSY      | Aeroportul Lismore                                |
|         | LDA      | Aeroportul Malda                                  |
|         | LYR      | Aeroportul Svalbard                               |
|         | LWV      | Aeroportul Lawrenceville-Vincennes                |
|         | LAM      | Aeroportul Los Alamos County                      |
|         | LBT      | Aeroportul Municipal Lumberton                    |
|         | LKU      | Aeroportul Lake Rudolf                            |
|         | LNN      | Aeroportul Municipal Willoughby Lost Nation       |
|         | LOW      | Aeroportul Louisa County                          |
|         | LAL      | Aeroportul Regional Lakeland Linder               |
|         | LDJ      | Aeroportul Linden                                 |
|         | LIQ      | Aeroportul Lisala                                 |
|         | LNA      | Aeroportul Palm Beach County Park                 |
|         | LPD      | Aeroportul La Pedrera                             |
|         | LTM      | Aeroportul Lethem                                 |
|         | LYM      | Aeroportul Lympne                                 |
|         | LIO      | Aeroportul Internațional Limón                    |
|         | LSE      | Aeroportul Regional La Crosse                     |
|         | LSE      | Aeroportul Lasondre                               |
|         | LUA      | Aeroportul Tenzing–Hillary                        |
|         | LOS      | Aeroportul Internațional Murtala Muhammed         |
|         | LTI      | Aeroportul Altai                                  |
|         | LIM      | Aeroportul Internațional Jorge Chávez             |
|         | LBN      | Aeroportul Lake Baringo                           |
|         | LRL      | Aeroportul Internațional Niamtougou               |
|         | LUQ      | Aeroportul Brigadier Mayor César Raúl Ojeda       |
|         | LAZ      | Aeroportul Bom Jesus da Lapa                      |
|         | LCG      | Aeroportul A Coruña                               |
|         | LFB      | Aeroportul Lumbo                                  |
|         | LGC      | Aeroportul LaGrange-Callaway                      |
|         | LGD      | Aeroportul La Grande/Union County                 |
|         | LGP      | Aeroportul Legazpi                                |
|         | LLO      | Aeroportul Palopo Lagaligo                        |
|         | LNX      | Aeroportul Smolensk South                         |
|         | LPB      | Aeroportul Internațional El Alto                  |
|         | LSR      | Aeroportul Alas Leuser                            |
|         | LDY      | Aeroportul City of Derry                          |
|         | LNE      | Aeroportul Lonorore                               |
|         | LKA      | Aeroportul Gewayantana                            |
|         | LGB      | Aeroportul Long Beach                             |
|         | LMI      | Aeroportul Lumi                                   |
|         | LSS      | Aeroportul Les Saintes                            |
|         | LLJ      | Aeroportul Silampari                              |
|         | LCI      | Aeroportul Municipal Laconia                      |
|         | LDK      | Aeroportul Lidköping-Hovby                        |
|         | LFQ      | Aeroportul Linfen Qiaoli                          |
|         | LIT      | Aeroportul Național Bill and Hillary Clinton      |
|         | LMA      | Aeroportul Minchumina                             |
|         | LPT      | Aeroportul Lampang                                |
|         | LRB      | Aeroportul Leribe                                 |
|         | LUU      | Aeroportul Laura                                  |
|         | LVR      | Aeroportul Lucas do Rio Verde                     |
|         | LWK      | Aeroportul Tingwall                               |
|         | LIP      | Aeroportul Lins                                   |
|         | LPU      | Aeroportul Long Apung                             |
|         | LRJ      | Aeroportul Municipal Le Mars                      |
|         | LSL      | Aeroportul Los Chiles                             |
|         | LOH      | Aeroportul Ciudad de Catamayo                     |
|         | LPO      | Aeroportul Municipal La Porte                     |
|         | LLH      | Aeroportul La Lima                                |
|         | LUN      | Aeroportul Internațional Kenneth Kaunda           |
|         | LSA      | Aeroportul Losuia                                 |
|         | LSM      | Aeroportul Long Semado                            |
|         | LSP      | Aeroportul Internațional Josefa Camejo            |
|         | LYN      | Aeroportul Lyon-Bron                              |
|         | LGE      | Aeroportul Lake Gregory                           |
|         | LHA      | Aeroportul Lahr                                   |
|         | LHC      | Aeroportul Caballococha                           |
|         | LKK      | Aeroportul Kulik Lake                             |
|         | LYI      | Aeroportul Linyi Shubuling                        |
|         | LCQ      | Aeroportul Lake City Gateway                      |
|         | LYU      | Aeroportul Municipal Ely                          |
|         | LDH      | Aeroportul Lord Howe Island                       |
|         | LDI      | Aeroportul Lindi                                  |
|         | LOD      | Aeroportul Longana                                |
|         | LVL      | Aeroportul Municipal Lawrenceville/Brunswick      |
|         | LWB      | Aeroportul Greenbrier Valley                      |
|         | LPY      | Aeroportul Le Puy – Loudes                        |
|         | LRV      | Aeroportul Los Roques                             |
|         | LEE      | Aeroportul Leesburg                               |
|         | LSN      | Aeroportul Municipal Los Banos                    |
|         | LBF      | Aeroportul Regional North Platte                  |
|         | LAN      | Aeroportul Internațional Capital Region           |
|         | LMU      | Aeroportul Letung                                 |
|         | LSK      | Aeroportul Municipal Lusk                         |
|         | LWL      | Aeroportul Municipal Wells                        |
|         | LIR      | Aeroportul Internațional Daniel Oduber Quirós     |
|         | LIW      | Aeroportul Loikaw                                 |
|         | LLB      | Aeroportul Libo                                   |
|         | LVP      | Aeroportul Lavan                                  |
|         | LSH      | Aeroportul Lashio                                 |
|         | LMT      | Aeroportul Klamath Falls                          |
|         | LZH      | Aeroportul Liuzhou Bailian                        |
|         | LHV      | Aeroportul William T. Piper Memorial              |
|         | LNZ      | Aeroportul Linz                                   |
|         | LAI      | Aeroportul Lannion – Côte de Granit               |
|         | LMD      | Aeroportul Los Menucos                            |
|         | LLI      | Aeroportul Lalibela                               |
|         | LWN      | Aeroportul Internațional Shirak                   |
|         | LBP      | Aeroportul Long Banga                             |
|         | LWO      | Aeroportul Internațional Lviv Danylo Halytskyi    |
|         | LAW      | Aeroportul Regional Lawton–Fort Sill              |
|         | LSC      | Aeroportul La Florida                             |
|         | LZA      | Aeroportul Luiza                                  |
|         | LEI      | Aeroportul Almería                                |
|         | LAF      | Aeroportul Purdue University                      |
|         | LDM      | Aeroportul Mason County                           |
|         | LDN      | Aeroportul Lamidanda                              |
|         | LFK      | Aeroportul Angelina County                        |
|         | LGI      | Aeroportul Deadman's Cay                          |
|         | LON      | Londra                                            |
|         | LWE      | Aeroportul Wonopito                               |
|         | LMR      | Aeroportul Lime Acres Finsch Mine                 |
|         | LZI      | Aeroportul Luozi                                  |
|         | LBE      | Aeroportul Regional Arnold Palmer                 |
|         | LOY      | Aeroportul Loiyangalani                           |
|         | LME      | Aerportul Le Mans-Arnage                          |
|         | LEL      | Aeroportul Lake Evella                            |
|         | LCN      | Aeroportul Balcanoona                             |
|         | LGS      | Aeroportul Comodoro D. Ricardo Salomón            |
|         | LCJ      | Aeroportul Łódź Władysław Reymont                 |
|         | LUO      | Aeroportul Luena                                  |
|         | LSB      | Aeroportul Municipal Lordsburg                    |
|         | LBB      | Aeroportul Internațional Lubbock Preston Smith    |
|         | LNK      | Aeroportul Lincoln                                |
|         | LEF      | Aeroportul Lebakeng                               |
|         | LEX      | Aeroportul Blue Grass                             |
|         | LOV      | Aeroportul Venustiano Carranza                    |
|         | LTK      | Aeroportul Internațional Latakia                  |
|         | LKH      | Aeroportul Long Akah                              |
|         | LEB      | Aeroportul Municipal Lebanon                      |
|         | LOT      | Aeroportul Lewis University                       |
|         | LRM      | Aeroportul Internațional La Romana                |
|         | LOQ      | Aeroportul Lobatse                                |
|         | LAQ      | Aeroportul Internațional Al Abraq                 |
|         | LRU      | Aeroportul Las Cruces                             |
|         | LBG      | Aeroportul Paris–Le Bourget                       |
|         | LBX      | Aeroportul Lubang                                 |
|         | LYG      | Aeroportul Lianyungang                            |
|         | LHG      | Aeroportul Lightning Ridge                        |
|         | LBJ      | Aeroportul Komodo                                 |
|         | LTA      | Aeroportul Tzaneen                                |
|         | LZR      | Aeroportul Lizard Island                          |
|         | LIE      | Aeroportul Libenge                                |
|         | LBW      | Aeroportul Juvai Semaring                         |
|         | LOO      | Aeroportul L'Mekrareg                             |
|         | LLE      | Aeroportul Malelane                               |
|         | LEP      | Aeroportul Leopoldina                             |
|         | LGL      | Aeroportul Long Lellang                           |
|         | LNP      | Aeroportul Lonesome Pine                          |
|         | LPP      | Aeroportul Lappeenranta                           |
|         | LUP      | Aeroportul Kalaupapa                              |
|         | LUV      | Aeroportul Karel Sadsuitubun                      |
|         | LLS      | Aeroportul Alférez Armando Rodríguez              |
|         | LWS      | Aeroportul Lewiston – Nez Perce County            |
|         | LBK      | Aeroportul Liboi                                  |
|         | LNU      | Aeroportul Robert Atty Bessing                    |
|         | LWT      | Aeroportul Municipal Lewistown                    |
|         | LLV      | Aeroportul Lüliang                                |
|         | LIC      | Aeroportul Municipal Limon                        |
|         | LCR      | Aeroportul La Chorrera                            |
|         | LPL      | Aeroportul Liverpool John Lennon                  |
|         | LIX      | Aeroportul Likoma                                 |
|         | LIS      | Aeroportul Lisabona-Humberto Delgado              |
|         | LLF      | Aeroportul Yongzhou Lingling                      |
|         | LPM      | Aeroportul Malekoula                              |
|         | LBU      | Aeroportul Labuan                                 |
|         | LPC      | Aeroportul Lompoc                                 |
|         | LNV      | Aeroportul Lihir Island                           |
|         | LRD      | Aeroportul Laredo                                 |
|         | LCB      | Aeroportul Pontes e Lacerda                       |
|         | LKY      | Aeroportul Lake Manyara                           |
|         | LTO      | Aeroportul Loreto                                 |
|         | LVS      | Aeroportul Municipal Las Vegas                    |
|         | LHE      | Aeroportul Internațional Allama Iqbal             |
|         | LTU      | Aeroportul Latur                                  |
|         | LGG      | Aeroportul Liege                                  |
|         | LIG      | Aeroportul Limoges – Bellegarde                   |
|         | LPJ      | Aeroportul Armando Schwarck                       |
|         | LBS      | Aeroportul Labasa                                 |
|         | LCL      | Aeroportul La Coloma                              |
|         | LDS      | Aeroportul Yichun Lindu                           |
|         | LDU      | Aeroportul Lahad Datu                             |
|         | LEK      | Aeroportul Tata                                   |
|         | LEY      | Aeroportul Lelystad                               |
|         | LGW      | Aeroportul Londra Gatwick                         |
|         | LOM      | Aeroportul Național Francisco Primo de Verdad     |
|         | LTX      | Aeroportul Cotopaxi                               |
|         | LUK      | Aeroportul Cincinnati Municipal Lunken            |
|         | LBV      | Aeroportul Internațional Libreville               |
|         | LCA      | Aeroportul Internațional Larnaca                  |
|         | LAO      | Aeroportul Internațional Laoag                    |
|         | LIN      | Aeroportul Linate                                 |
|         | LCM      | Aeroportul La Cumbre                              |
|         | LEA      | Aeroportul Learmonth                              |
|         | LKN      | Aeroportul Leknes                                 |
|         | LOK      | Aeroportul Lodwar                                 |
|         | LTT      | Aeroportul La Môle – Saint-Tropez                 |
|         | LYX      | Aeroportul Lydd                                   |
|         | LFN      | Aeroportul Triangle North Executive               |
|         | LPE      | Aeroportul La Primavera                           |
|         | LFO      | Aeroportul Kelafo East                            |
|         | LEW      | Aeroportul Municipal Auburn/Lewiston              |
|         | LEQ      | Aeroportul Land's End                             |
|         | LKB      | Aeroportul Lakeba                                 |
|         | LAJ      | Aeroportul Lages                                  |
|         | LLC      | Aeroportul Internațional Northern Cagayan         |
|         | LAC      | Aeroportul Layang-Layang                          |
|         | LNB      | Aeroportul Lamen Bay                              |
|         | LTD      | Aeroportul Ghadames                               |
|         | LER      | Aeroportul Leinster                               |
|         | LRI      | Aeroportul Barvo                                  |
|         | LFW      | Aeroportul Lomé-Tokoin                            |
|         | LJG      | Aeroportul Lijiang Sanyi                          |
|         | LRH      | Aeroportul La Rochelle – Île de Ré                |
|         | LDE      | Aeroportul Tarbes-Lourdes-Pyrénées                |
|         | LMM      | Aeroportul Internațional Valle del Fuerte Federal |
|         | LRT      | Aeroportul Lorient South Brittany                 |
|         | LML      | Aeroportul Lae                                    |
|         | LGK      | Aeroportul Internațional Langkawi                 |
|         | LSU      | Aeroportul Long Sukang                            |
|         | LTQ      | Aeroportul Le Touquet – Côte d'Opale              |
|         | LAR      | Aeroportul Regional Laramie                       |
|         | LHR LAP  | Aeroportul Londra Heathrow                        |
|         | LHW      | Aeroportul Lanzhou Zhongchuan                     |
|         | LKL      | Aeroportul Lakselv, Banak                         |
|         | LNL      | Aeroportul Longnan Chengzhou                      |
|         | LEM      | Aeroportul Municipal Lemmon                       |
|         | LIH      | Aeroportul Lihue                                  |
|         | LAH      | Aeroportul Oesman Sadik                           |
|         | LAY      | Aeroportul Ladysmith                              |
|         | LCF      | Aeroportul Río Dulce                              |
|         | LPN      | Aeroportul Leron Plains                           |
|         | LJN      | Aeroportul Regional Texas Gulf Coast              |
|         | LCK      | Aeroportul Internațional Rickenbacker             |
|         | LGT      | Aeroportul Las Gaviotas                           |
|         | LAX      | Aeroportul Internațional Los Angeles              |
|         | LFT      | Aeroportul Regional Lafayette                     |
|         | LLT      | Aeroportul Lobito                                 |
|         | LMN      | Aeroportul Limbang                                |
|         | LOP      | Aeroportul Internațional Lombok                   |
|         | LRO      | Aeroportul Regional Mount Pleasant                |
|         | LGU      | Aeroportul Logan-Cache                            |
|         | LCP      | Aeroportul Loncopue                               |
|         | LGH      | Aeroportul Leigh Creek                            |
|         | LOE      | Aeroportul Loei                                   |
|         | LSX      | Aeroportul Lhok Sukon                             |
|         | LVB      | Aeroportul Santana do Livramento                  |
|         | LVO      | Aeroportul Laverton                               |
|         | LAK      | Aeroportul Aklavik/Freddie Carmichael             |
|         | LFR      | Aeroportul La Fría                                |
|         | LRR      | Aeroportul Internațional Larestan                 |
|         | LUX      | Aeroportul Luxemburg-Findel                       |
|         | LSW      | Aeroportul Malikus Saleh                          |
|         | LBR      | Aeroportul Lábrea                                 |
|         | LUM      | Aeroportul Dehong Mangshi                         |
|         | LES      | Aeroportul Lesobeng                               |
|         | LZO      | Aeroportul Luzhou Yunlong                         |
|         | LBA      | Aeroportul Internațional Leeds Bradford           |
|         | LNO      | Aeroportul Leonora                                |
|         | LKG      | Aeroportul Lokichogio                             |
|         | LLW      | Aeroportul Internațional Lilongwe                 |
|         | LTN      | Aeroportul Luton                                  |
|         | LTG      | Aeroportul Langtang                               |
|         | LGA      | Aeroportul LaGuardia                              |
|         | LXG      | Aeroportul Louangnamtha                           |
|         | LBQ      | Aeroportul Lambaréné                              |
|         | LJA      | Aeroportul Lodja                                  |
|         | LTL      | Aeroportul Lastoursville                          |
|         | LUB      | Aeroportul Lumid Pau                              |
|         | LXU      | Aeroportul Lukulu                                 |
|         | LUI      | Aeroportul La Unión                               |
|         | LUS      | Aeroportul Lusanga                                |
|         | LLK      | Aeroportul Internațional Lankaran                 |
|         | LDX      | Aeroportul Saint-Laurent-du-Maroni                |
|         | LSI      | Aeroportul Sumburgh                               |
|         | LCE      | Aeroportul Internațional Golosón                  |
|         | LCO      | Aeroportul Lague                                  |
|         | LGQ      | Aeroportul Lago Agrio                             |
|         | LCV      | Aeroportul Lucca-Tassignano                       |
|         | LYP      | Aeroportul Internațional Faisalabad               |
|         | LBZ      | Aeroportul Lucapa                                 |
|         | LYH      | Aeroportul Regional Lynchburg                     |
|         | LZY      | Aeroportul Nyingchi Mainling                      |
|         | LWM      | Aeroportul Municipal Lawrence                     |
|         | LPF      | Aeroportul Liupanshui Yuezhao                     |
|         | LXA      | Aeroportul Lhasa Gonggar                          |
|         | LQK      | Aeroportul Pickens County                         |
|         | LTW      | Aeroportul Regional St. Mary's County             |
|         | LUW      | Aeroportul Syukuran Aminuddin Amir                |
|         | LRG      | Aeroportul Regional Lincoln                       |
|         | LUZ      | Aeroportul Lublin                                 |
|         | LIK      | Aeroportul Likiep                                 |
|         | LUR      | Aeroportul Cape Lisburne                          |
|         | LUG      | Aeroportul Lugano                                 |
|         | LVK      | Aeroportul Municipal Livermore                    |
|         | LJU      | Aeroportul Ljubljana Jože Pučnik                  |
|         | LLY      | Aeroportul Regional South Jersey                  |
|         | LZN      | Aeroportul Matsu Nangan                           |
|         | LKW      | Aeroportul Lekhwair                               |
|         | LGX      | Aeroportul Lugh Ganane                            |
|         | LOI      | Aeroportul Lontras                                |
|         | LST      | Aeroportul Launceston                             |
|         | LNS      | Aeroportul Lancaster                              |
|         | LEU      | Aeroportul La Seu d'Urgell                        |
|         | LXS      | Aeroportul Internațional Lemnos                   |
|         | LRQ      | Aeroportul Laurie River                           |
|         | LSQ      | Aeroportul María Dolores                          |
|         | LFM      | Aeroportul Lamerd                                 |
|         | LCY      | Aeroportul London City                            |
|         | LLX      | Aeroportul Caledonia County                       |
|         | LNY      | Aeroportul Lanai                                  |
|         | LOZ      | Aeroportul London-Corbin                          |
|         | LYO      | Aeroportul Municipal Lyons-Rice County            |
|         | LEH      | Aeroportul Le Havre – Octeville                   |
|         | LYA      | Aeroportul Luoyang Beijiao                        |
|         | LIZ      | Aeroportul Loring                                 |
|         | LKO      | Aeroportul Chaudhary Charan Singh                 |
|         | LYS      | Aeroportul Lyon-Saint Exupéry                     |
|         | LUC      | Aeroportul Laucala                                |
|         | LPX      | Aeroportul Internațional Liepāja                  |
|         | LCX      | Aeroportul Longyan Guanzhishan                    |
|         | LWY      | Aeroportul Lawas                                  |
|         | LQM      | Aeroportul Caucayá                                |
|         | LZM      | Aeroportul Luzamba                                |
|         | LQN      | Aeroportul Qala i Naw                             |
|         | LSZ      | Aeroportul Lošinj                                 |
|         | LXR      | Aeroportul Internațional Luxor                    |
|         | LPK      | Aeroportul Lipetsk                                |
|         | LUH      | Aeroportul Sahnewal                               |
|         | LMQ      | Aeroportul Marsa Brega                            |
|         | LZU      | Aeroportul Gwinnett County                        |